# Вікіінкубатор
Вікіінкуба́тор (англ. Wikimedia Incubator) — вікіпроєкт Фонду Вікімедіа, який слугує для тестування нових мовних розділів Вікіпедії, Вікіпідручника, Вікісловника, Вікіцитат, Вікіновин і Вікімандрів. Префікс бази проєктів Вікімедіа — incubatorwiki.
Нові мовні розділи Вікіджерел тестують в старому проєкті Вікіджерел (https://wikisource.org [Архівовано 17 травня 2008 у Wayback Machine.]), нові мовні розділи Віківерситету — у Віківерситеті-бета (https://beta.wikiversity.org [Архівовано 18 липня 2008 у Wayback Machine.]). Тестування абсолютно нових проєктів у Вікіінкубаторі неможливе.
Якщо пробні версії покажуть свою життєздатність, вони будуть підтримані Фондом Вікімедіа. Тестові вікі поки не мають свого окремого вікі-рушія, проте, ними можна користуватися, як і будь-яким іншим проєктом Вікімедії.
Розпочав свою роботу Вікіінкубатор 2 червня 2006 року. Найостаннішим проєктом, який там зародився і який був перенесений на свій окремий вікі-рушій є Віківерситет мовою гінді.
Серед активних вікі-проєктів, що невдовзі можуть отримати власні сайти є:
- Вікіпедія атаяльською мовою
- Вікіпідручник башкирською мовою
- Вікіпедія алжирською арабською мовою
- Вікісловник фіджійською гінді
- Вікіпедія мовою горонтало
- Вікімандри мовою гінді
- Вікіпедія інгуською мовою
- Вікіпедія штучною мовою лінгва франка-нова

Також, є і такі вікі-проєкти на Вікіінкубаторі, які повинні побути невизначений час там, щоб довести свою життєздатність. Серед таких залишаються Вікіпедії давньогрецькою, коптською, лівською та ін. мовами.

## Статистика
Кількість створених проєктів у Вікіінкубаторі, старих Вікіджерелах та Віківерситеті-бета за роками.